# タン・ラム
タン・ラム（Thanh Lam / 清嵐、本名:Đoàn Thanh Lam / 段清嵐、1969年6月19日 - ）は、ベトナム・ハノイ出身の歌手である。ベトナム大衆歌謡の歌姫と呼ばれる。

## 経歴
ハノイで作曲家とベトナムの伝統音楽家の子供として生まれた。9歳の時、ハノイ音楽院でベトナムの伝統楽器を習い始めたが、1985年に専攻を声楽に変えた。いくつかの曲コンテストで優勝をし、特に父親が作った曲「Chia Tay Hoàng Hôn」で1991年、全国の専門ソロ歌手大会で優勝した。作曲家の父はその後も Khát Vọng、Tình Yêu Không Lời、Màu Hoa Đỏ など多くのヒット曲を作曲した。